# حبیبه مجدآبادی
حبیبه مجدآبادی (انگلیسی: Habibeh Madjdabadi زادهٔ ۱۳۵۶ در تهران) معمار ایرانی است. او در آثارش سعی در ارزش گذاری کار دست انسان و تقریب ناشی از کار دست در پروسه طراحی و ساخت دارد. او تا کنون در کشورهای ایتالیا، یونان،مجارستان، رومانی، آلبانی، بوسنی و هرزگوین، صربستان، بلغارستان، هند، ترکیه و قبرس سخنرانی داشته و به معرفی آثار خود در این کشورها پرداخته‌است. وی به دنبال این پرسش است که در کشورهایی مثل ایران که صنایع دستی سابقه تاریخی دارد چطور می‌توان تکنولوژی را با کار دست همراه کرد و با برجسته کردن ارزش کار دست انسان پروژه را از یک کار صنعتی و ماشینی به یک اثر هنری تکرار ناپذیر ارتقاء داد. از آثار وی می‌توان به خانه تقریب، خانه چهل گره (مشترک با علیرضا مشهدی میرزا) و پروژه پایلوت بانک ملت (به همراه کامران افشار نادری و علیرضا مشهدی میرزا) اشاره کرد.

## حواشی
از آثار حبیبه مجدآبادی می‌توان به طراحی ساختمانی در میدان فلسطین اشاره کرد که درواقع روی زمین ساختمان تاریخی خانه زند نوابی قرار می‌گیرد. خانه زندنوابی ساختمانی سه طبقه آجری و احتمالاً ساخت سال ۱۳۲۰ بود که در تاریخ ۲۴ آبان ۱۳۸۵ با شمارهٔ ۱۶۳۶۹ به‌عنوان یکی از آثار ملی ایران به ثبت رسیده بود. با این حال و با وجود مخالفت برخی کنشگران فعال در حوزه ساختمان‌های تاریخی در کش و قوسی قانونی با حکم دیوان عدالت اداری مالک بنا، ساختمان را تخریب کرد. پس از آن حبیبه مجدآبادی با درخواست مالک، طرح جدیدی را برای یک ساختمان تجاری به جای ساختمان زندنوابی ارائه داد.

## جوایز معماری[۱۶]
- نامزد جایزه معماری آقاخان به خاطر پروژه مسکونی «خانه چهل گره» - سال ۲۰۱۶[۹][۱۷]
- رتبه اول جایزه معمار ۱۴۰۰ به خاطر پروژه مسکونی «تقریب»[۸]
- فینالیست جایزه جهانی آجر در سال ۲۰۱۴ به خاطر پروژه مسکونی «خانه چهل گره»[۱۸]
- برنده جایزه بین‌المللی معماری شیکاگو به خاطر پروژه نمای پایلوت بانک ملت[۱۰]
- برنده رتبه سوم جایزه معمار ۹۳ برای پروژه مسکونی «خانه چهل گره»[۱۹]
- فینالیست جایزه تمیز Tamayouz به عنوان معمار زن برگزیده ۲۰۱۹[۲۰]